# جان رایان (موسیقی‌دان)
جان رایان (انگلیسی: John Ryan؛ زادهٔ ۱۹ اوت ۱۹۸۷) خواننده، تهیه‌کننده موسیقی، ترانه‌نویس، و خواننده-ترانه‌پرداز اهل ایالات متحده آمریکا است. وی از سال ۲۰۱۰ میلادی تاکنون مشغول فعالیت بوده‌است.